# Johannes Boss
Johannes Boss (* 1983 in Lauterbach) ist ein deutscher Drehbuchautor und Regisseur.

## Leben
Johannes Boss schrieb zu Beginn seiner Karriere für den Berliner Tagesspiegel, DWDL.de und die Frankfurter Rundschau. 2008 entwickelte er mit Christian Ulmen dessen Web-TV-Sender ulmen.tv und fungierte als Headwriter für die Webserie und TV-Show (MTV, Comedy Central). Ulmen.tv zeigte insgesamt 7 fiktive, von Johannes Boss gescriptete TV-Reihen mit den Kunstfiguren Alexander von Eich, Maurice Horstmann, Uwe Wöllner und Knut Hansen und ihre Konfrontation mit echten Menschen.
Von 2009 bis 2018 schrieb er als Headwriter für Ulmens Produktionsfirma Ulmen Television und entwickelte für die Firma neue Formate. Er arbeitete zudem für Werbekunden. 2010 und 2011 war Johannes Boss Juror des Youtube Secret Talents Awards.
2010 bis 2012 war Boss Chefautor der wöchentlichen Late-Night-Show Stuckrad Late Night mit Benjamin von Stuckrad-Barre. Die Show lief zunächst auf ZDFneo. 2014 wurde die Show mit Johannes Boss als Chefredakteur bei Tele 5 unter dem neuen Titel Stuckrad-Barre in zwei neuen Staffeln ausgestrahlt. Die Zeitschrift GQ führte Johannes Boss 2011 als einen der „40 wichtigsten Deutschen unter 40“.
Zusammen mit Christian Ulmen und Robert Wilde schrieb er das Drehbuch zum Doku-Experiment Jonas – Stell dir vor, es ist Schule und du musst wieder hin!. Der Film kam im Januar 2012 in die deutschen Kinos.
Ab 2013 war er als Drehbuchautor für die TV-Kampagne der Deutschen Telekom verantwortlich, mit der erstmals serielles Storytelling in einer TV-Kampagne in Deutschland eingesetzt wurde. In insgesamt 14 TV- und weiteren 14 Online-Episoden erzählte die Kampagne die horizontal fortgeführte Geschichte der 19-jährigen Clara Heins und ihrer Familie. Regie führte zunächst Simon Verhoeven, ab 2015 Bora Dagtekin.
2015 kam Er ist wieder da unter der Regie von David Wnendt in die Kinos. Johannes Boss schrieb gemeinsam mit Wnendt und weiteren Co-Autoren das Drehbuch.
2016 schrieb er gemeinsam mit Co-Autor Murmel Clausen (nur Staffel 1) die Drehbücher zur Fernsehserie Jerks. und wirkte seither für alle erschienenen Staffeln als Drehbuchautor. Die 10-teilige Serie feierte 2017 Premiere und wurde mit dem österreichischen Film- und Fernsehpreis Romy sowie mehrfach mit dem Deutschen Comedypreis und dem Deutschen Fernsehpreis ausgezeichnet.
In Zusammenarbeit mit Lutz Heineking Jr. schrieb Johannes Boss 2020 und 2021 die Drehbücher zu KBV – Keine besonderen Vorkommnisse. Die Serie wurde für den deutschen Fernsehpreis 2021 und für den deutschen Comedypreis 2021 nominiert.
2021 startete mit Deadlines Johannes Boss’ erste Fernsehserie als gesamtverantwortlicher Showrunner (Drehbuch, Umsetzung, Schnitt, Vermarktung) auf ZDFneo. Die Serie wurde für den Adolf-Grimme-Preis 2022 sowie für den Deutschen Fernsehpreis 2022 nominiert. In der 2. Staffel führte Boss bei vier Serienepisoden Regie.
Die 8-folgige TV-Serie Oh Hell (2022) wurde von Boss geschrieben und kreiert. Die Serie wurde 2022 für den Deutschen Fernsehpreis nominiert, sodass zwei der drei nominierten Comedy-Serien von Johannes Boss kreiert wurden. Außerdem wurde Boss für Oh Hell eine Nominierung für das „Beste Buch Fiktion“ zuteil.
„Oh Hell“ gewann am 14. September 2022 bei der Verleihung in Köln den Fernsehpreis 2022 als „beste Comedy-Serie“. Die 2. Staffel, ebenfalls von Johannes Boss geschrieben und geschnitten, erschien im Frühjahr 2024. Es folgte das Drehbuch für "Deadlines 2", das im Herbst 2024 erschien.
2024 gründete Boss gemeinsam mit der Goodfriends Filmproduktion GmbH als Anteilseigner seine eigene Produktionsfirma vjllage mit der angeschlossenen "Johannes Boss Storytelling Academy", in der Nachwuchsautoren in bisher 5 Kursen das figurenzentrierte Storytelling näher gebracht wird. Aus der Academy entstammen mehrere, derzeit in Entwicklung befindliche Drehbuchprojekte, die Boss gemeinsam mit den Kursteilnehmern realisiert.
2025 entwickelte Johannes Boss mit dem Comedian Till Reiners die Latenightshow Till Tonight, die am 20. Juni 2025 Premiere im ZDF feierte. Boss wirkt als Headwriter und Creative Producer für die Show.

## Filmografie
Drehbuch:
- 2009: AXE (TV-Spots)
- 2009: Deutsche Telekom: Liga Total (TV-Spots)
- 2010–2012: ulmen.tv (Web-TV und TV-Show)
- 2010–2012: Stuckrad Late Night (TV-Show)
- 2011: Jonas – Stell dir vor, es ist Schule und du musst wieder hin!
- 2011: Uwe Wöllner will’s wissen (Talkshow)
- 2012: Who wants to fuck my girlfriend?
- 2012–2013: Stuckrad-Barre (TV-Show)
- 2013: About:Kate (TV-Serie, Konzept)
- 2014: Emotion (TV-Satire)
- 2015: Mercedes-Benz – Mein neuer Mitarbeiter (Werbeserie)
- 2015: Er ist wieder da
- 2016: Starshine (TV-Show, 6 Episoden)
- 2013–2016: Deutsche Telekom: Familie Heins – TV-Spots (14 TV-Episoden)
- 2019 Traces of... (TV-Reihe für Intel, insgesamt 6 Episoden)
- 2019 Heroes (TV-Show, ZDF, 2 Episoden)
- 2017–2023: Jerks. (TV-Serie, 4 Staffeln, 40 Folgen)
- 2021–2023: KBV – Keine besonderen Vorkommnisse (TV-Serie, 2 Staffeln, 12 Folgen)
- 2021–2024: Deadlines (TV-Serie, 3 Staffeln, 24 Folgen)
- Seit 2022: Oh Hell (TV-Serie, 2 Staffeln, 16 Episoden)
- Seit 2025: Till Tonight (TV-Show)

Regie:
- 2019: Was ich eigentlich sagen wollte (6 TV-Episoden, auch Drehbuch)
- 2022: Deadlines (Staffel 2)

Showrunner / Creator:
- 2021: Deadlines (TV-Serie, 8 Episoden, auch Drehbuch)
- 2022: Oh Hell (TV-Serie, 8 Episoden, auch Drehbuch)
- 2022: Deadlines (Staffel 2)
- 2023: Oh Hell (Staffel 2)
- 2025: Till Tonight